# Schützen (Weben)

Webschützen für automat. Spulenwechsel

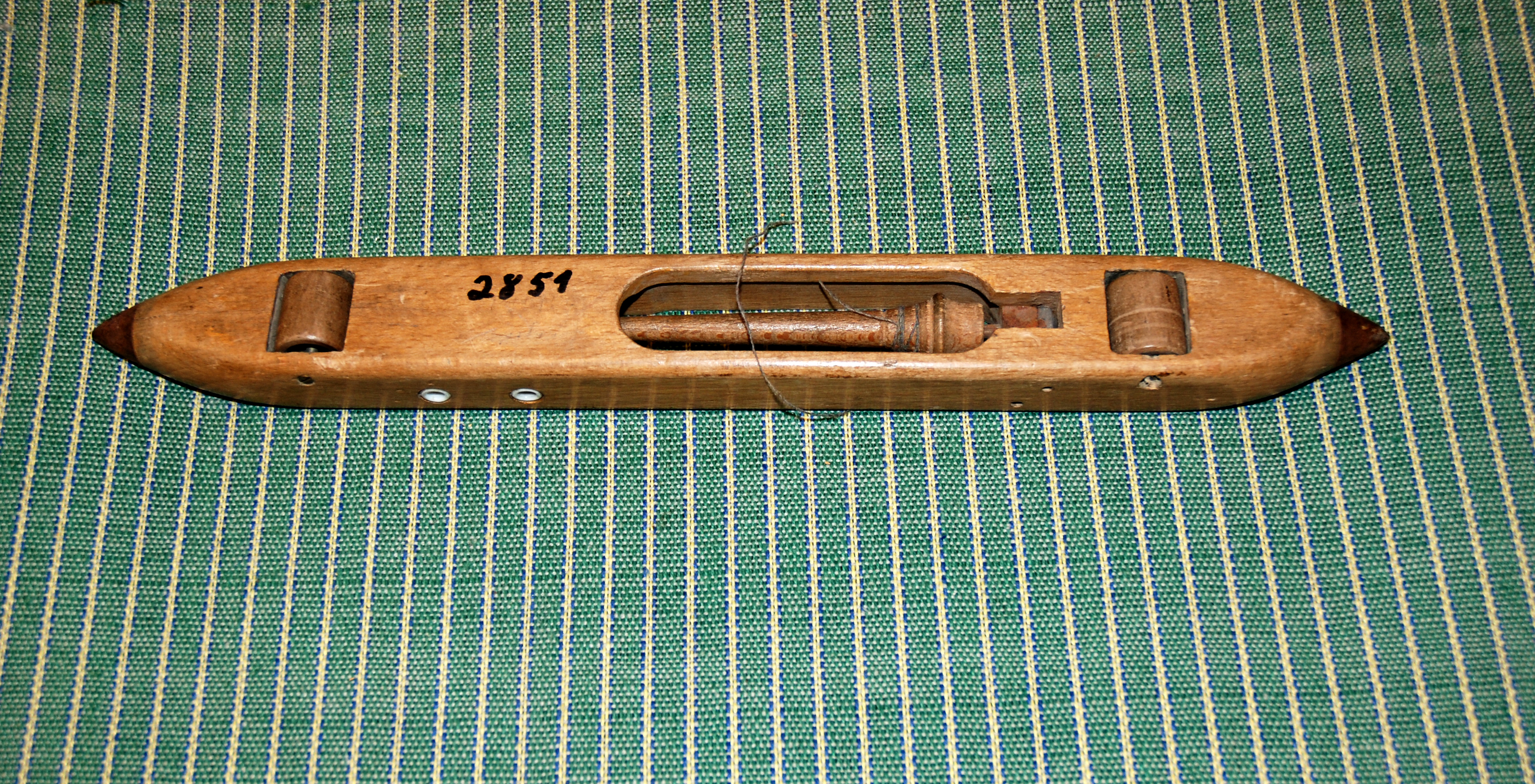
Schnellschützen im Heimatmuseum Eversberg

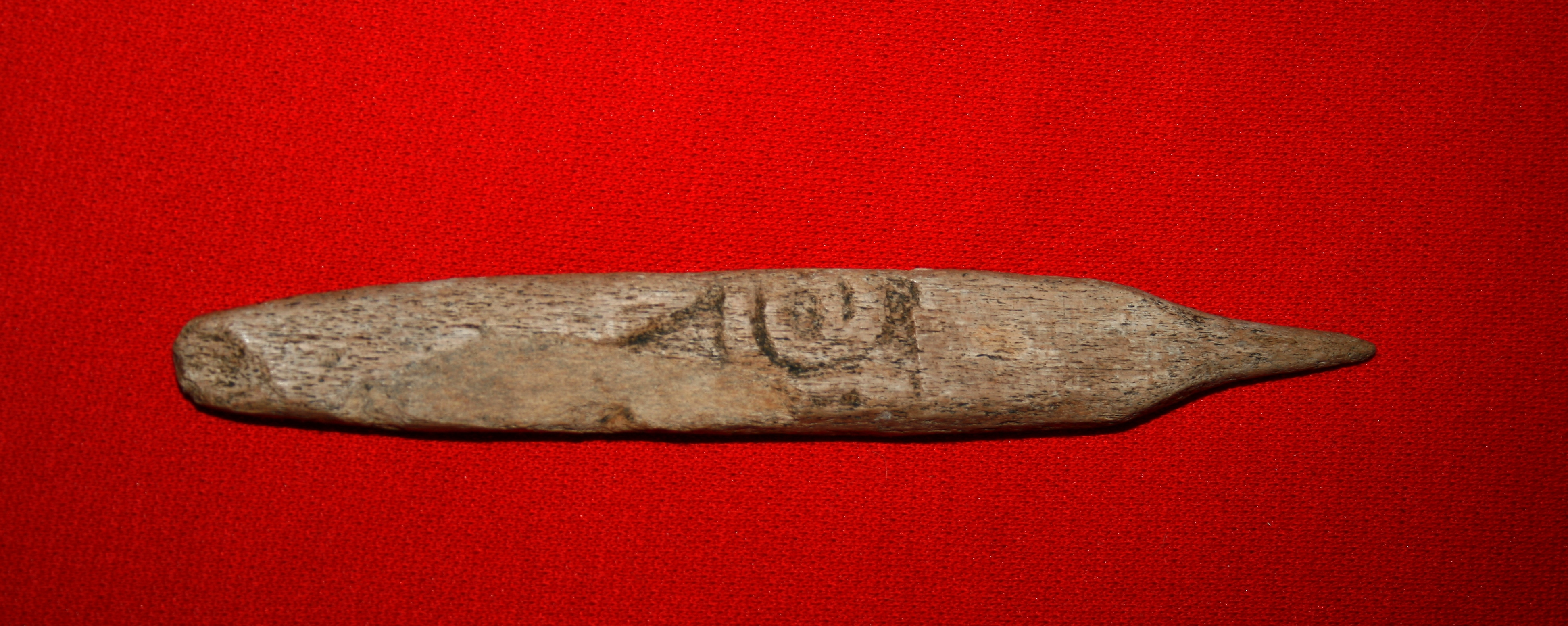
Prähistorisches Webschützen aus Walknochen

Der Schützen ist der zentrale Teil einer Schützenwebmaschine. Er enthält den langen Schussfaden. Der Schützen wird von der Mechanik der Webmaschine durch das Fach geschossen. Wenn der Schützen das Fach verlässt, wird der Schuss „angeschlagen“ und das Fach neu gebildet; danach wird der Schützen in die entgegengesetzte Richtung zurückgeschossen. So entsteht das Gewebe.
Bei einem Handwebstuhl spricht man von einem Weberschiffchen bzw. kurz Schiffchen (zur heraldischen Verwendung desselben siehe Weberschiffchen (Heraldik)). Es hat seinen Namen von der Ähnlichkeit mit einem kleinen, flachen Schiff, in dessen Innerem die Spule für den Schussfaden befestigt ist. Andererseits erleichtert die äußere Form des Schiffchens das Gleiten durch das Webfach zwischen den Kettfäden. Dies ist auch der Unterschied zwischen dem Weberschiffchen und dem Schützen: Während das Schiffchen gut in der Hand liegen soll und geringe Kräfte erfährt, ist der Schützen stabiler gebaut und an den Enden verstärkt, da er mit großer Kraft von einer Schussvorrichtung bewegt wird.
1733 erfand John Kay den so genannten Schnellschützen („fliegendes Weberschiffchen“), was die Geschwindigkeit des Webens verdoppelte. Das Schiffchen musste nun zum Schuss durch die Schnellvorrichtung nicht mehr in die Hand genommen werden und hieß fortan Schützen. Jedoch wurde das Garn des Schussfadens bis weit ins 18. Jahrhundert manuell gesponnen (jedem Weber mussten 4–10 Spinnerinnen zuliefern). Mit der Entwicklung der englischen Spinnmaschine 1764 konnte allmählich feineres Garn erzeugt werden, womit auch die Weberschiffchen kleiner und die produzierten Gewebe feiner werden konnten.

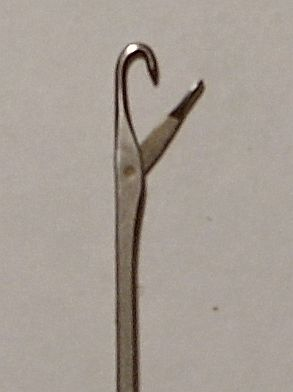
Zungennadel

Um 1800 entstand mit der Power Loom eine erste Webmaschine, die den waagerecht zwischen der Kette hin und her gleitenden Schnellschützen mechanisch durch das Fach „schoss“. Ab 1810 folgte die automatische Steuerung des Textilmusters mittels Lochkarten an Schaft- und Jacquardmaschinen. Gegenüber diesen Maschinen konnte sich das Handwerk mit der manuellen Bedienung von Webstuhl und Schiffchen nur mehr bis etwa 1880 behaupten.

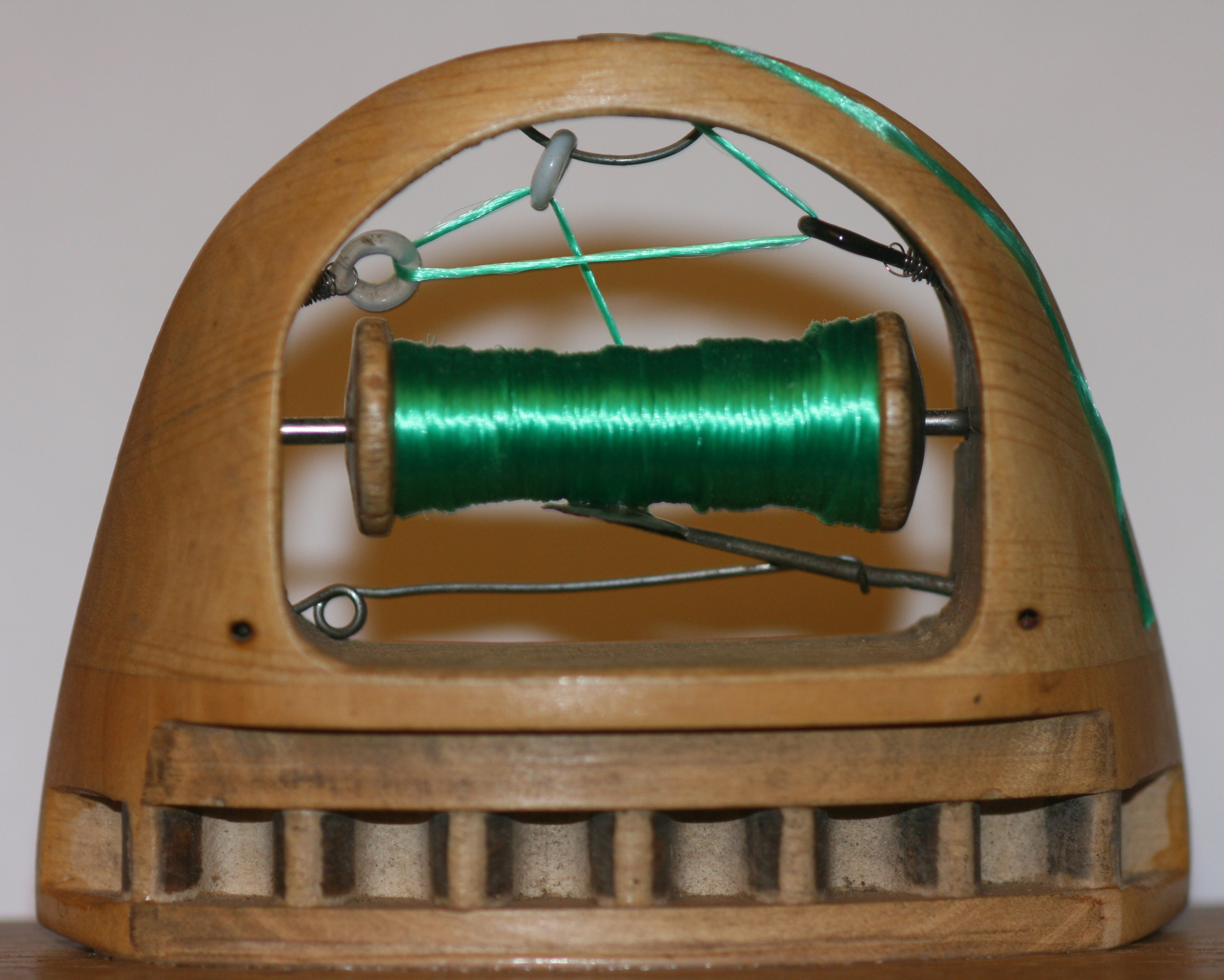
Schützen einer Bandwebmaschine mit Zahnradantrieb

Während der Schützen beim Durchfahren durch das Fach bei Breitwebstühlen seine Richtung nur durch die Fäden behält, ist bei einem Bandwebstuhl der Schützen breiter als das Band und wird jeweils rechts oder links des Bandes gehalten und durch ein in der Führung drehendes Zahnrad weiterbewegt.
Bei modernen Webmaschinen werden auch Projektile (die keine Garnspule mehr tragen, sondern den Schuss hinter sich herziehen) und Greifer anstelle des Schiffchens eingesetzt. Bei modernen Webautomaten wird der Schussfaden durch Luft oder Flüssigkeiten durch das Webfach bewegt.
Gerade bei schmalen Geweben werden heute noch Schützen eingesetzt, da der Schuss nicht auf jeder Seite des Gewebes abgeschnitten werden muss. Es entstehen zwei gleich schöne Webkanten. Bei einfachen und billigeren Bandgeweben werden aber auch da vermehrt Greifer eingesetzt, wobei der abgeschnittene Schussfaden an der einen Kante über eine Zungennadel verhäkelt und über wenige Millimeter ins offene Fach zurückgeführt wird, um ihn zu fixieren.

## Weitere Verwendungen
Manche ältere Nähmaschinen verwendeten für das Durchfädeln des Unterfadens Schiffchen (Schwingschiff).
Das Bewickeln von Ringkerntransformatoren und Ringkerndrosseln erfordert ebenfalls Schiffchen.